# Zambia na igrzyskach Wspólnoty Narodów
Zambia zadebiutowała na igrzyskach Wspólnoty Narodów w 1954 roku na igrzyskach w Vancouver (Kanada), jako Rodezja Północna. Kolejny start miał miejsce szesnaście lat później, w 1970 roku w Edynburgu, już pod nazwą Zambia, i od tamtej pory reprezentacja uczestniczyła we wszystkich organizowanych igrzyskach oprócz igrzysk w 1986 roku. Najwięcej medali (6) Zambia zdobyła w 1982 roku, podczas igrzysk w Brisbane.

## Klasyfikacja medalowa
| Igrzyska          | Złoto | Srebro | Brąz | Razem |
| ----------------- | ----- | ------ | ---- | ----- |
| 1954 Vancouver    | 0     | 0      | 1    | 1     |
| 1970 Edynburg     | 0     | 2      | 2    | 4     |
| 1974 Christchurch | 1     | 1      | 1    | 3     |
| 1978 Edmonton     | 0     | 2      | 2    | 4     |
| 1982 Brisbane     | 0     | 1      | 5    | 6     |
| 1990 Auckland     | 0     | 0      | 3    | 3     |
| 1994 Victoria     | 1     | 1      | 2    | 4     |
| 1998 Kuala Lumpur | 0     | 0      | 1    | 1     |
| 2002 Manchester   | 1     | 1      | 1    | 3     |
| 2006 Melbourne    | 0     | 0      | 0    | 0     |
| 2010 Nowe Delhi   | 0     | 0      | 0    | 0     |
| Razem             | 3     | 8      | 18   | 29    |

### Według dyscyplin
| Dyscyplina    | Złoto | Srebro | Brąz | Razem |
| ------------- | ----- | ------ | ---- | ----- |
| Boks          | 2     | 7      | 17   | 26    |
| Lekkoatletyka | 1     | -      | 1    | 2     |
| Bowls         | -     | 1      | -    | 1     |
| Razem         | 3     | 8      | 18   | 29    |